# David Rasche
David Rasche (n. 7 august 1944, Belleville, Illinois, SUA) este un actor american de film.

## Filmografie
- Manhattan (1979)
- Tineri însurăței (2003)